# Bujar Cani
Bujar Cani (* 7. Oktober 1946 in Peqin; † 17. September 2012) war ein albanischer Fußballspieler, der auf der Position des  Verteidigers spielte.

## Karriere

### Verein
Cani begann seine fußballerische Laufbahn in seiner Heimatstadt Peqin bei KS Shkumbini Peqin. Bereits sein Vater spielte Fußball, wie auch mehrere Brüder. Später gelang Bujar der Wechsel aus der zweitklassigen Kategoria e parë zu KS Labinoti Elbasan.
Loro Boriçi, der den Militärverein FK Partizani Tirana neu aufbaute, holte Cani nach Tirana. Zusammen mit Safet Berisha bildete er eine „kaum überwindbare Verteidigung“ (Uvil Zajmi: Panorama). Seine aktive Zeit bei Partizani erstreckte sich gemäß einiger Datenbanken auf Juli 1970 bis Juni 1972, gemäß anderen spielte er bis mindestens Sommer 1973. Mit Partizani wurde er in der Saison 1970/71 albanischer Meister. Zudem gewann er mit Partizani 1973 den albanischen Fußball-Pokal. So konnte er auch bei verschiedenen internationalen Partien antreten und gewann 1970 den Balkanpokal.  

### Nationalmannschaft
Von 1970 bis 1972 bestritt Bujar Cani neun Länderspiele für die albanische Nationalmannschaft. Sein Debüt gab er am 14. Oktober 1970 unter Trainer Loro Boriçi im Alter von 24 Jahren.
Beim Spiel gegen die Deutsche Nationalmannschaft im Februar 1971 für die Europameisterschaft 1972 in Tirana war er für die Deckung von Gerd Müller zuständig, der aber trotzdem das entscheidende Siegestor schießen konnte.